# (14606) Hifleischer
(14606) Hifleischer (1998 SK125) – planetoida z pasa głównego asteroid okrążająca Słońce w ciągu 3,72 lat w średniej odległości 2,4 j.a. Odkryta 26 września 1998 roku.